# Narathura aritai
Narathura aritai är en fjärilsart som beskrevs av Hayashi 1978. Narathura aritai ingår i släktet Narathura och familjen juvelvingar. Inga underarter finns listade i Catalogue of Life.